# آب‌سنگ حلقوی لیکیپ
آب‌سنگ حلقوی لیکیپ (به لاتین: Likiep Atoll) یک آب‌سنگ حلقوی و تقسیمات کشوری در جزایر مارشال است که در جزایر مارشال واقع شده‌است. اب‌سنگ حلقوی لیکیپ ۴۰۱ نفر جمعیت دارد و ۱۰ متر بالاتر از سطح دریا واقع شده‌است.